# Bernard Gangloff
Bernard Gangloff né le 5 septembre 1925 à Belfort (Territoire de Belfort) et mort le 14 juillet 1944 à Bourg-en-Bresse (Ain), est un jeune résistant français mort de ses blessures à la suite d'une attaque contre la Wehrmacht,.

## Biographie

### Enfant de troupe
Bernard Gangloff est le fils de Charles Joseph et d’Hélène Eugénie Putot, domiciliés à Belfort (Territoire de Belfort).
Il entre à l’École Militaire Préparatoire d'Épinal en 1939 qu'il quitte dans le cursus normal pour l'École Militaire Préparatoire d'Autun en 1942.
Alors que l'EMP d'Autun, repliée au camp de Thol à Neuville-sur-Ain, est devenue « Établissement d'éducation », Bernard Gangloff dit « Popeye » quitte l'école et rejoint comme Baril, Thomas et d'autres les maquis de l'Ain en mai 1944.

### Résistance
Membre du Maquis du « camp des enfants de troupe », il participe comme chef de pièce de bazooka à de nombreuses opérations de harcèlement et de sabotage.
En particulier, le 6 juin 1944, il fait partie du raid sur le dépôt SNCF d'Ambérieu où 52 locomotives, dix machines-outils et une plaque tournante sont détruites.
Le 11 juillet 1944, lors d'une opération d'envergure lancée par les Allemands, son équipe reçoit l'ordre de retarder le passage des occupants sur le pont de Neuville en détruisant la première automitrailleuse. À peine arrivés sur la position, les trois hommes sont repérés. Thomas, le pourvoyeur, est légèrement blessé, René Baril, le tireur, est tué sur le coup, Bernard Gangloff est gravement atteint par quatre balles. L'une d'elles, entrée par la nuque, lui a traversé un poumon et est ressortie dans la région lombaire. Des camarades l'évacuent dans une grange et partent chercher de l'aide.
Aucun secours n'est possible, les Allemands déployés isolent son refuge. Il est seul dans d'atroces souffrances jusqu'à ce que, le 13 juillet, soit trois jours et deux nuits plus tard, Bernard est découvert vivant par deux miliciens. Les apercevant, il tente de s'achever en se donnant trois coup de canif dans la région du cœur, en vain. Les miliciens le transportent à Neuville où le médecin du village viendra l'examiner et demandera son transport rapide à l'hôpital de Bourg-en-Bresse. Lors de son arrêt un des miliciens dit à Gangloff : « Tu as la trouille maintenant ? ». Se soulevant un peu sur un bras, le regardant droit dans les yeux, il lui dit : « Je n'ai peur de rien ! ». L'autre milicien lui tend un verre d'eau qu'il refuse en disant : « Je n'accepte rien d'un milicien ! ». Pourtant il n'a rien bu depuis trois jours.
Une fois à l'hôpital, à l'infirmière qui s'occupe de lui il murmure : « Jamais un homme n'a souffert de la faim, du froid et de la soif comme j'ai souffert ». À l’aumônier qui vient le voir, il demande de recevoir les derniers sacrements. Ce prêtre septuagénaire ne pourra s’empêcher de dire : « Je n'ai jamais vu de fin aussi belle, aussi sainte ! » La religieuse, qui le veille, lui demande son véritable nom pour qu'elle puisse prévenir sa famille, il répond simplement : « Je suis le sergent Popeye ! ».

### Mort
Le lendemain, le 14 juillet 1944, il meurt sans avoir prononcé son nom.
On l'enterre au cimetière de Bourg-en-Bresse ; sur la petite croix blanche sont inscrits ces deux mots : « Sergent Popeye ».
Ce n'est que quelques jours plus tard qu'il sera identifié sur photo, au commissariat de police par Mlle Bollard. Bernard Gangloff rendra son dernier soupir en disant : « Je meurs pour la France ».

## Carrière militaire
- 1939 : École Militaire Préparatoire d'Épinal
- 1942 : École Militaire Préparatoire d'Autun
- 1944 : Maquis de l'Ain et du Haut-Jura

## Décorations
Bernard Gangloff est récipiendaire des décorations suivantes à titre posthume : 
- Médaille militaire[4]
- Croix de guerre 1939–1945, palme de bronze[4]

Par ailleurs, son acte de décès porte la mention « Mort pour la France » (1946).

## Hommage
Le 15 juin 1985 le Lycée militaire d'Autun baptise sa "grande école" "Quartier Bernard Gangloff".